# Necrosha
Necrosha è un arco narrativo crossover sviluppatosi sulle pagine di X-Force a cominciare dall'albo fuori collana X-Necrosha. Pubblicato dalla Marvel Comics dall'ottobre 2009 al marzo 2010, la storia si focalizza sul ritorno in scena di Selene e la resurrezione di numerosi mutanti per permettere la sua ascensione alla divinità.

## Storia editoriale
Benché la trama sia stata lentamente sviluppata dagli autori di X-Force Craig Kyle e Christopher Yost sulle pagine dell'omonima testata, importanti tie-in si trovano anche su X-Men: Legacy sceneggiata da Mike Carey per i disegni di Clay Mann e su New Mutants sceneggiata da Zeb Wells e disegnata da Diogenes Neves. Oltre a ciò, per meglio comprendere le motivazioni che hanno spinto alcuni mutanti ad aiutare Selene la Marvel ha deciso di pubblicare un albo fuori collana dal titolo Necrosha: The Gathering sempre sceneggiato da Kyle e Yost coadiuvati da diversi artisti.

## Trama
Destinata fin dall'infanzia ad ascendere alla divinità, Selene racconta alla sua corte il lungo viaggio che l'ha portata dalla sua terra natale attraverso Roma, Nova Roma e New York City a giungere sulle coste californiane nei pressi di Utopia per impossessarsi delle anime dei suoi abitanti. Preso il comando di una squadra di anime risorte, Blink ne teletrasporta alcune all'interno del Carcere X mettendo fuori gioco Danger e lasciando che abbiano la propria rivincita sui prigionieri lì rinchiusi. All'interno del complesso residenziale Emma Frost viene attaccata dai Satiri, suoi vecchi studenti morti da tempo, inviati come punizione per aver osato usurpare i colori dell'unica Regina Nera e soccorsa poi da Ciclope, Domino e Wolverine. Poco fuori da Utopia, di ritorno dalle Montagne Rocciose l'X-Jet sul quale viaggiavano Warpath, Arcangelo, Hrimhari e Wolfsbane viene fatto precipitare dai risorti Pyro e Berserker impedendogli di raggiungere Elixir e guarire la ragazza. Lasciati i suoi schiavi a punire gli X-Men, seguendo i poteri di Calibano, Selene e la sua corte vengono teletrasportati a Genosha (ribattezzata Necrosha) per permetterle in quel luogo di morte di adempiere al suo destino. Raggiunta Utopia con lo scopo di farsi curare il tumore al cervello, Svanitore porta in salvo Ciclope, Emma e Domino dall'attacco dei Satiri e di Banshee mentre Warpath allontana Hrimhari e Wolfsbane dallo scontro inviandoli al laboratorio medico dove Dr. Nemesis e X-23 si trovano assediati da Feral. Rimasto solo, Arcangelo fa a pezzi Pyro e gli altri non-morti solo per scoprire che il virus T.O. continua a farli rivivere, mentre in tutta l'isola si susseguono gli scontri. A Necrosha, intanto, Selene ordina ad Eliphas di infettare le rovine con il virus resuscitando l'intera popolazione uccisa dalle Megasentinelle di Cassandra Nova.
Sedata Wolfsbane, Dr. Nemesis ne accerta la gravidanza specificando a Hrimhari che il loro bambino la sta uccidendo; disperato, il principe lupo fugge sulla scogliera dove evoca Hela. Nel frattempo, a Necrosha, Selene decide di utilizzare il milione di mutanti con poteri appena risorti come nutrimento, obbligando i restanti quindici milioni a costruirle una città in cui ascendere. Dopo aver delegato ad Eliphas il compito di preparare il rituale del sangue, non si mostra sorpresa quando Blink le confessa che l'uomo non è più in possesso della sua lama maledetta (custodita da Warpath fin da dopo lo scontro nel cimitero della sua tribù) necessaria per i sacrifici; convocato Wither lo pone al comando della sua corte che invia su Utopia a recuperare l'indispensabile strumento. Mentre Hrimhari sceglie di salvare la vita di Elixir a costo della sua anima per poter guarire Wolfsbane, in superficie Ciclope ordina ad X-Force di eliminare Blink, Senyaka, Wither, Mortis ed Eliphas dando così vita ad uno scontro nel quale rimangono uccisi Onyxx, Diamond Lil e Meld. Risvegliatasi in infermeria Wolfsbane rimane sconcertata alla notizia della sua gravidanza e dalla scomparsa del principe lupo fino a quando X-23 non la informa che l'isola è sotto attacco. Persuaso da Eliphas, Warpath acconsente a consegnare la lama maledetta in cambio della vita degli abitanti di Utopia ma recuperata l'arma viene rapito e portato via da Blink. Scoperto grazie alle Naiadi che Selene ha trovato rifugio a Genosha, Ciclope invia X-Force ad ucciderla.
Raggiunta Roma Nera, capitale di Necrosha e luogo prescelto per l'ascensione, Eliphas consegna la lama nelle mani della sua amata Regina che dopo aver ribadito il suo amore e il suo odio verso di lui lo pugnala al cuore uccidendolo e ordina agli altri di dare inizio al rituale del sangue. Mentre X-Force al completo osserva i miliardi di morti che li separano dalla cittadella, al suo interno Thunderbird spiega a Warpath la vera natura di Selene: lei è l'oscurità destinata ad inghiottire il mondo, sempre affamata ed inarrestabile. Impegnata la sua corte a imporre i sigilli con la lama e il sangue, Selene viene avvertita da Testata Mutante Negasonica dell'arrivo degli X-Men sull'isola; irritata, la donna ordina al suo esercito di ucciderli tutti dando vita a una battaglia con scarse possibilità di vittoria per gli invasori. Da sempre contrario a mettere a rischio la propria vita per gli altri, Svanitore decide di portare in salvo Warpath e il resto di X-Force in una caverna nel sottosuolo poco prima che i sigilli si attivino rilasciando un'onda di energia che reclama le anime dei morti verso Selene. Per sostenere il suo nuovo e vorace appetito, la dea oscura ordina alla sua corte di portarle le anime di tutti i mutanti fatti precedentemente risorgere mentre X-Force apprende da Warpath come ucciderla tramite la "danza degli spettri": un rituale consistente nel dipingersi il corpo per entrare parzialmente nel regno degli spiriti tanto da ferire e uccidere le creature malvagie. Ormai pronta, X-Force penetra all'interno del palazzo reale di Necrosha scontrandosi con Blink, Mortis, Senyaka e Wither nel tentativo di arrivare a colpire Selene. Ingaggiata battaglia, Wolverine e X-23 uccidono Senyaka contemporaneamente alla disintegrazione di Wither per mano di Elixir, Domino e Svanitore intrappolano Blink il tempo necessario ad Arcangelo per trapassarla con le sue ali poco prima che questa si teletrasporti da Mortis (in preda ad una copiosa emorragia giugulare inflittale da Wolfsbane) per fuggire insieme. Defilatosi dallo scontro, Warpath va alla ricerca del fratello in possesso della lama maledetta e dopo averlo ucciso se ne impossessa raggiungendo il resto del gruppo occupato nello scontro con Selene che viene infine distrutta dalla sua stessa arma non appena questa le trapassa il cuore facendola esplodere in una colonna di luce che libera le anime di cui si era cibata.
48 ore dopo, al Nido dell'Angelo, Ciclope e Wolverine discutono sul futuro di X-Force quando il secondo afferma che Wolfsbane, Warpath ed Elixir non ne fanno più parte. Malgrado le defezioni, Ciclope afferma che il bisogno della squadra è adesso più forte che mai.

## Tie-in

### New Mutants
Risorto grazie al virus T.O. rubato da Eli Bard ed alla magia nera di Selene, Cypher viene arruolato nelle file della Regina Nera e obbligato a forzare i codici di accesso del complesso abitativo di Utopia permettendo ai Satiri e molti altri defunti di penetrarvi. Rimasto però indietro scorre i file della banca dati fermandosi su quello di Magma prima di andare a cercarla per ucciderla. Raggiunta la sua stanza l'attacca riducendola in fin di vita per poi portarne il corpo ai compagni di squadra obbligandoli ad ingaggiare uno scontro. Benché singolarmente non riescano a sopraffarlo a causa dell'evoluzione dei suoi poteri che gli permettono di "tradurre" qualsiasi codice, solo l'imposizione della mente di Karma su quella degli altri consente al gruppo di fermarlo facendolo precipitare in mare. Soccorso da Warlock, che cerca di eliminare il virus dal suo corpo, ne contamina i sistemi uccidendolo, inconsapevole che una parte della sua programmazione è ormai infetta e lotta per eliminare quella imposta da Selene ed Eliphas. Sorpresi dai Satiri, inviati dalla loro Regina per riportarlo sotto controllo, Cannonball e il resto del team non possono far altro che ripiegare abbandonando Cypher nelle mani dei defunti e aiutando gli X-Men dove possibile. Persuaso dalle parole di Karma, che crede nella possibilità di salvare l'amico, Cannonball organizza un gruppo per recuperarlo mentre Moonstar e Sunspot si dirigono verso l'infermeria dove Dr. Nemesis attiva tramite un catalizzatore i poteri della ragazza facendo sì che la sua forma incandescente ne curi le ferite. Trovato Cypher, Cannonball, Karma e Magik iniziano uno scontro con i Satiri che volge al peggio fino a quando il ritorno di un redivivo Warlock, accompagnato da un paio di missili senzienti, non permette loro di avere la meglio sugli avversari. Utilizzata la Spada di Magik, Warlock "esorcizza" Cypher dal controllo di Selene liberandolo.

### X-Men: Legacy
Obbligata da Selene a rivelarle il suo glorioso futuro, una risorta Destiny riesce a comunicare astralmente dalla sua cella con la giovane Blindfold salvandole la vita e consegnandole un messaggio da recapitare prima che sia troppo tardi; ritornata nel corpo si accorge però di aver commesso un terribile errore. Informato Ciclope, Blindfold e un gruppo di X-Men partono alla volta dell'isola Muir dove la ragazza entra nuovamente in contatto con Destiny fuggita dalle grinfie di Selene permettendo la resurrezione di Proteus, mutante privo di corpo capace di possedere quello altrui prima di consumarlo, che comincia la sua vendetta contro coloro che lo avevano sconfitto eliminandoli uno a uno. Intrappolatolo assieme a sé su una roccia poi spedita nello spazio Magneto impiega il tempo che a Rogue occorre per assorbire i poteri di Psylocke e liberare gli altri X-Men posseduti, per sintonizzarsi sulla frequenza elettromagnetica di Proteus. Ritornati sulla Terra, Magneto fa fuoriuscire la sua vera forma dal corpo di Blindfold distruggendola, ammettendo però che la sua particolare composizione energetica gli avrebbe prima o poi consentito di riformarsi. Rincongiuntasi con Destiny, Rogue accetta la sua decisione di morire una volta che il potere della Regina Nera e il virus T.O. svaniranno. Lasciata la figlia a contemplare il tramonto, Destiny rivela a Blindfold di essere una sua antenata prima di allontanarsi dagli altri e inoltrarsi nell'isola. Di ritorno a Utopia Magneto confida a Rogue di prendere le sue proteste nei confronti delle sue avances come un incoraggiamento.

### Necrosha: The Gathering
Per riuscire nella sua impresa e servirla fedelmente Selene ha scelto ed addestrato un gruppo di individui, mutanti per la maggior parte, dotati di tocco letale, facendone la sua corte.
- Wither, ancora preda della nostalgia per il tempo trascorso con gli X-Men e Laurie, dopo una notte di passione con Selene viene convinto ad uccidere una giovane coppia in modo da prendere atto della sua vera natura malvagia.

- Senyaka viene reclutato da Selene, sotto le sembianze di una bambina smarritasi in un bosco, mostrandosi desideroso di aiutarla ad uccidere quante più persone possibili per garantirle l'ascensione.

- Blink, salvata dal limbo nel quale era intrappolata dopo aver sconfitto i Phalanx, accetta di porsi al servizio di Selene e come primo atto di fedeltà uccide il proprietario della casa a New Orleans che useranno come sede.

- Eliphas/Eli Bard, amante di Selene ai tempi in cui questa dimorava a Roma con l'intento di utilizzarne le anime degli abitanti per ascendere, maledetto a causa del suo fallimento nell'adempiere il compito affidatogli viene accettato all'interno della corte della Regina Nera dopo averle rivelato il proprio piano per permetterle l'ascensione.

- Mortis, sempre trascurata, ignorata e brutalizzata dalla famiglia, uccide il padre sotto l'influsso di Selene che decide di prendersene cura e incanalare il suo odio per la sorella Dazzler nello sviluppo e controllo del suo letale tocco.

## Lista delle resurrezioni
- Marcus Andrews (Rem-Ram)
- Banshee
- Sienna Blaze
- Berzeker
- Bolt
- Calibano
- Fabian Cortez
- Cypher
- Deadbolt
- Delgado
- Destiny
- Gianna Esperanza (Static)
- Mortimer Everett (Barnacle)
- Feral
- Firefist
- Andrew Graves (Spoor)
- Hemingway
- Hurricane
- Kath Katu (Katu)
- Harry Leland
- Lifeforce
- Maggott
- Leon Matheson

- Seamus Mellencamp
- Muraglia
- Pyro
- Proteus
- Risque
- Satiri
  - Catseye
  - Jetstream
  - Beef
  - Bevatron
  - Roulette
  - Tarot
- Scaleface
- Shinobi Shaw
- Skin
- Spyne
- Stella Nera
- Super Sabre
- Synch
- Testata Mutante Negasonica
- Thunderbird
- Torre
- Tutti i membri della tribù di John Proudstar.
- Unus
- Un milione di mutanti che abitavano Genosha, più quindici milioni di depotenziati (l'intera popolazione dell'isola sterminata dalle Megasentinelle prima dell'M-Day)

## Pubblicazione
- Capitolo 1
  - X-Necrosha (ottobre 2009, in USA)
  - Marvel Universe n. 1 (novembre 2010, in Italia)

- Capitolo 2
  - X-Force n. 21 (novembre 2009, in USA)
  - X-Men Deluxe n. 188 (novembre 2010, in Italia)

- Capitolo 3
  - X-Force n. 22 (dicembre 2009, in USA)
  - X-Men Deluxe n. 189 (dicembre 2010, in Italia)

- Capitolo 4
  - X-Force n. 23 (gennaio 2010, in USA)
  - X-Men Deluxe n. 190 (gennaio 2011, in Italia)

- Capitolo 5
  - X-Force n. 24 (febbraio 2010, in USA)
  - X-Men Deluxe n. 191 (febbraio 2011, in Italia)

- Capitolo 6
  - X-Force n. 25 (marzo 2010, in USA)
  - X-Men Deluxe n. 192 (marzo 2011, in Italia)

### Tie-in
- Ottobre 2009
  - New Mutants n. 6

- Novembre 2009
  - New Mutants n. 7

- Dicembre 2009
  - New Mutants n. 8
  - X-Men: Legacy n. 231
  - Necrosha: The Gathering

- Gennaio 2010
  - X-Men: Legacy n. 232

- Febbraio 2010
  - X-Men: Legacy n. 233